# Josef Reif (Verbandsfunktionär)
Josef August Reif (* 20. Januar 1866 in Pleß; † 1933) war ein deutscher Verbandsfunktionär.

## Leben
Josef Reif wurde als Sohn des Zollamtsdieners August Reif und der Bertha, geb. Leonhard, im oberschlesischen Pleß geboren. Er besuchte die Handelsschule und absolvierte eine kaufmännische Lehre. Im Anschluss ging er sieben Jahre lang einer Tätigkeit als kaufmännischer Angestellter nach. 1892 erfolgte sein Eintritt in den Dienst des Verbandes Deutscher Handlungsgehilfen (VDH) zu Leipzig, 1905 wurde er Vorstandsmitglied und 1907 Vorsteher der Landesverwaltung des Verbandes. Aus dem Verband Deutscher Handlungsgehilfen ging 1920 der Gewerkschaftsbund der Angestellten (GDA) hervor, an dessen Gründung Reif beteiligt war und dessen Leipziger Landesverband er ebenfalls vorstand. Darüber hinaus war er 1912 Mitbegründer der Reichsversicherungsanstalt für Angestellte. Er war Vorsitzender des Hauptausschusses für die staatliche Pensionsversicherung. 
Während der Zeit der Weimarer Republik trat er in die Deutsche Demokratische Partei (DDP) ein und war Mitglied des Vorläufigen Reichswirtschaftsrates.
Josef Reif war seit 1897 mit Elisabeth, geb. Sturm, verheiratet und hatte zwei Söhne. Sein jüngerer Sohn Hans (1899–1984) war liberaler Politiker, Bundestagsabgeordneter und Mitglied des Berliner Abgeordnetenhauses.

## Veröffentlichungen
- Die soziale Arbeitsgemeinschaft und die Stellung des Leipziger Verbandes in der Standesbewegung, Leipzig 1914.
- Die besondere Richtung des Leipziger Verbandes in den Stürmen der Zeit, Leipzig 1919.
- Verband Deutscher Handlungsgehilfen zu Leipzig. In: Ludwig Heyde (Hrsg.): Internationales Handwörterbuch des Gewerkschaftswesens. Bd. 2. Berlin 1932, S. 1865–1867 (PdF-Datei).